# Dossena (Lombardei)
Dossena ist eine italienische Gemeinde (comune) in der Provinz Bergamo in der Region Lombardei mit 882 Einwohnern (Stand 31. Dezember 2023).

## Geographie
Dossena liegt 20 km nördlich der Provinzhauptstadt Bergamo und 60 km nordöstlich der Metropole Mailand.
Die Nachbargemeinden sind Lenna, Roncobello, San Giovanni Bianco, San Pellegrino Terme und Serina.

## Sehenswürdigkeiten
Die Pfarrkirche San Giovanni Battista aus dem 15. Jahrhundert, die zahlreiche wertvolle Kunstwerke enthält.

## Feste
Der Maskenball von Dossena am Winterende zu Karneval dient der Vertreibung der kalten Jahreszeit. Maskiert und mit wertvollen Sachen bekleidet ziehen die Menschen mit Lampen durch die Straßen des Ortes.

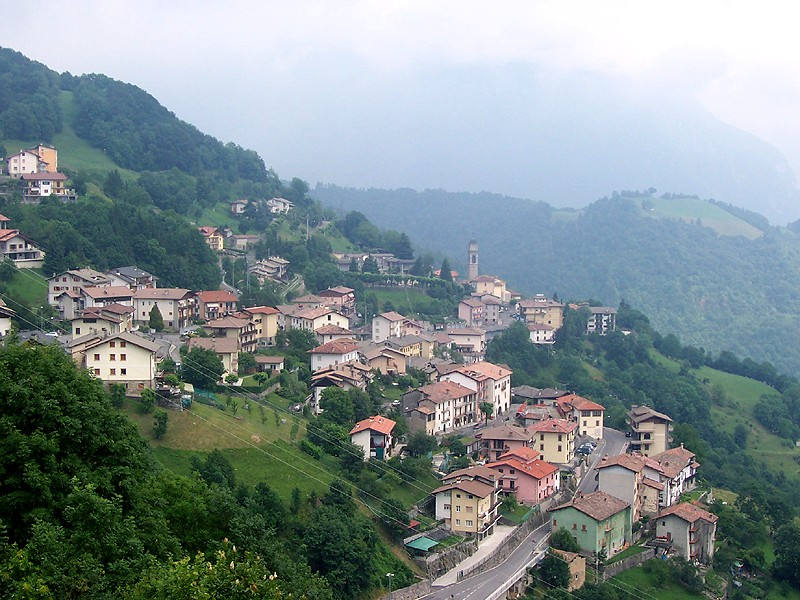
Dossena
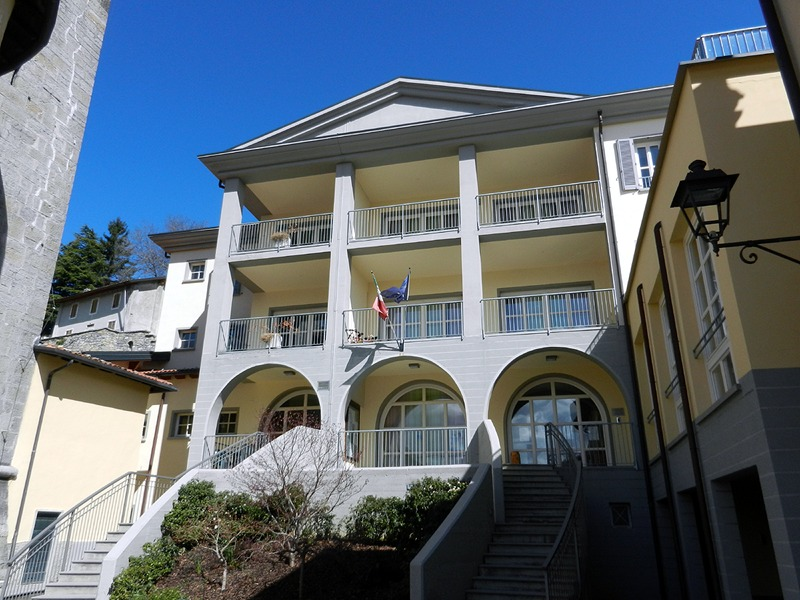
Rathaus
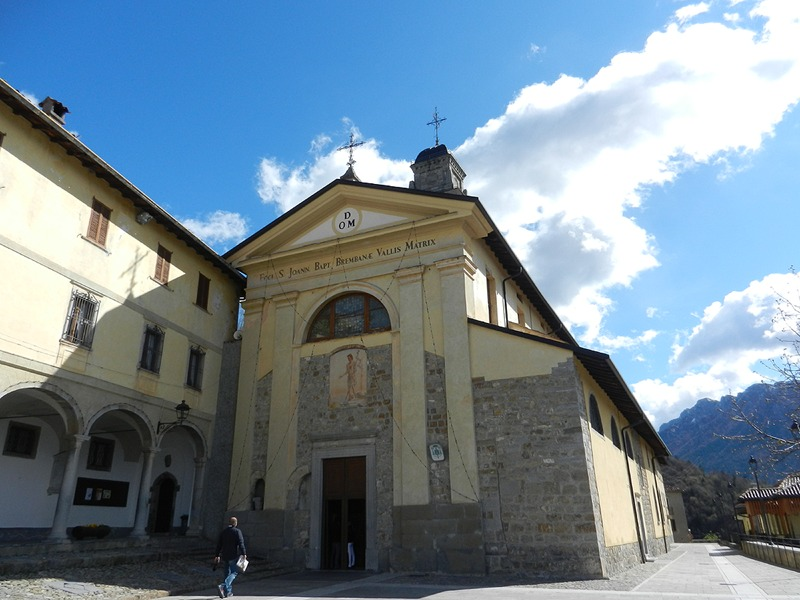
Pfarrkirche San Giovanni Battista